# Naturschutzgebiet Galgenberg (Hallenberg)
Das Naturschutzgebiet Galgenberg (CDDA-Nr. 329385) mit einer Größe von 7,9 ha liegt südöstlich Hesborn im Stadtgebiet von Hallenberg. Es wurde am 15. September 2004 mit dem Landschaftsplan Hallenberg durch den Hochsauerlandkreis als Naturschutzgebiet (NSG) ausgewiesen.

## Beschreibung
Im NSG befinden extensivem Grünland mit Heiderelikten und Magerweiden. Beim Grünland handelt es sich zum Großteil um gesetzlich geschützte Biotope nach § 30 BNatSchG. Ferner sind im NSG auch Hecken, Ginstergebüsche, Feldgehölze und Einzelbäume zu finden.

## Tier- und Pflanzenarten im NSG
Auswahl vom Landesamt für Natur, Umwelt und Verbraucherschutz Nordrhein-Westfalen dokumentierter Brutvogelarten im Gebiet: Rotmilan, Nördlicher Raubwürger, Neuntöter, Bluthänfling, Dorngrasmücke, Feldlerche und Goldammer.
Auswahl vom Landesamt dokumentierter Pflanzenarten im Gebiet: Acker-Fuchsschwanzgras, Acker-Gauchheil, Acker-Glockenblume, Acker-Gänsedistel, Acker-Hellerkraut, Acker-Hornkraut, Acker-Schachtelhalm, Acker-Spörgel, Acker-Vergissmeinnicht, Acker-Witwenblume, Acker-Winde, Berg-Platterbse, Bergwiesen-Frauenmantel, Besenginster, Besenheide, Blutwurz, Breitblättriger Thymian, Breitblättriges Knabenkraut, Brennender Hahnenfuß, Dornige Hauhechel, Echte Kamille, Echter Baldrian, Echtes Johanniskraut, Echtes Labkraut, Echtes Leinkraut, Einjähriger Knäuel, Feinblättrige Wicke, Feld-Ehrenpreis, Florentiner Habichtskraut, Gänseblümchen, Gamander-Ehrenpreis, Geflecktes Johanniskraut, Gemeiner Hohlzahn, Gemeiner Windhalm, Gewöhnlicher Natternkopf, Gewöhnliches Ferkelkraut, Gewöhnliches Habichtskraut, Gewöhnliches Hirtentäschel, Ginster-Sommerwurz, Glattes Habichtskraut, Gras-Sternmiere, Große Sternmiere, Gundermann, Harzer Labkraut, Heide-Nelke, Heidelbeere, Jakobs-Greiskraut, Kleine Bibernelle, Kleine Braunelle, Kleiner Klappertopf, Kleiner Wiesenknopf, Kleines Habichtskraut, Knolliger Hahnenfuß, Kohldistel, Kornblume, Kriechende Quecke, Kuckucks-Lichtnelke, Körner-Steinbrech, Magerwiesen-Margerite, Moschus-Malve, Purgier-Lein, Quell-Sternmiere, Quellen-Hornkraut, Quendelblättriges Sandkraut, Rapunzel-Glockenblume, Rote Schuppenmiere, Rote Taubnessel, Roter Fingerhut, Rundblättrige Glockenblume, Saat-Hohlzahn, Salbei-Gamander, Scharfer Hahnenfuß, Schmalblättriges Weidenröschen, Schwarze Königskerze, Schwarze Teufelskralle, Silber-Fingerkraut, Sumpf-Vergissmeinnicht, Viersamige Wicke, Vogel-Knöterich, Vogel-Wicke, Wald-Erdbeere, Weißes Labkraut, Wiesen-Bocksbart, Wiesen-Bärenklau, Wiesen-Flockenblume, Wiesen-Kerbel, Wilde Möhre, Zaun-Wicke.

## Geographische Lage
Das NSG Galgenberg liegt im Naturpark Sauerland-Rothaargebirge und in der Medebacher Bucht, einem Naturraum des Ostsauerländer Gebirgsrandes. Es breitet sich auf dem Galgenberg (530,4 m ü. NHN) aus, der sich 2 km südöstlich von Hesborn und 2 km östlich von Liesen erhebt; beide Ortschaften sind Ortsteile von Hallenberg, dessen Kernstadt 3,5 km südwestlich des Berggipfels liegt. Umgeben ist das im Europäischen Vogelschutzgebiet Medebacher Bucht liegende NSG vom Landschaftsschutzgebiet Hecken-Grünland-Komplex am Galgenberg.

## Schutzzweck
Das NSG soll das Grünland mit ihrem Arteninventar schützen. Zur Erhaltung und Entwicklung von Lebensgemeinschaften und Lebensstätten wildlebender, teils gefährdeter Arten, von Tier- und Pflanzenarten beizutragen. Wie bei allen Naturschutzgebieten in Deutschland wurde in der Schutzausweisung darauf hingewiesen, dass das Gebiet „wegen der Seltenheit, besonderen Eigenart und Schönheit des Gebietes“ als Naturschutzgebiet ausgewiesen wurde. Laut der NSG-Ausweisung wurde das Gebiet auch ausgewiesen, um zur Sicherung des ökologischen Netzes Natura 2000 der Europäischen Union im Sinne der Fauna-Flora-Habitat-Richtlinie beizutragen.